# Иванов, Иван Александрович (краевед)
Иван Александрович Иванов (1850—1927) — русский краевед. Действительный статский советник. Был связан личными дружескими отношениями с С. Ф. Платоновым.

## Биография
Родился 1 (13) сентября 1850 года в Рославльском уезде Смоленской губернии, был последним из сыновей в многодетной семье. Отец, священник Александр Михайлович Иванов, умер в 1864 году. 
После окончания Киевской духовной академии в 1875 году стал преподавать латинский язык и историю в Тверской духовной семинарии (до 1884). Также он преподавал в школе П. П. Максимовича и в юнкерском училище. В 1878—1879 годах был редактором-издателем еженедельной газеты «Тверской вестник».
В 1884 году перешёл на службу в Тверское губернское казначейство. С 1885 года служил в казённой палате, с 1886 года состоял управляющим делами.
Судьбоносной для Иванова стала встреча с А. К. Жизневским, который сыграл важную роль как в его профессиональном становлении, так и в привлечении его к занятию собирательством предметов старины, музейным делом и краеведением; 29 ноября 1885 года был избран в члены Тверской учёной архивной комиссии.
В 1892 году был переведён в Симбирск — управляющим Симбирской казённой палаты. Стоял у истоков создания в 1895 году Симбирской учёной архивной комиссии и был товарищем (заместителем) её председателя В. Н. Поливанова. С 17 апреля 1894 года состоял в чине действительного статского советника. 
Осенью 1896 года его перевели в Тверь — управляющим Тверской казённой палаты и после возвращения Тверь он уже 25 ноября 1896 года на заседании Тверской учёной архивной комиссии выступил с сообщением «О грамоте за подписью патриарха Филарета»; с 29 апреля 1899 года до сентября 1918 года возглавлял Тверскую губернскую учёную архивную комиссию. При личном участии И. А. Иванова активно развивался Тверской музей, был оформлен его юридический статус — принят Устав; музей получил новые помещения в путевом императорском дворце.
Был действительным членом многих губернских учёных архивных комиссий, почётным членом Археологического института, Тверского музея, Псковского археологического общества, а также председателем и членом правления ряда благотворительных обществ.
Осенью 1917 года переехал в Трёхбратское (Сергиевская волость Рославльского уезда), к племяннику Петру. Зимовал с младшей дочерью Марией в деревне Сурновке; вскоре перебрались в с. Белёвку, где дочь нашла работу учительницей. Здесь они прожили до середины 1923 года в учительской квартире — «теплой и уютной». В начале сентября 1923 года переехали в Трёхбратское, поселившсь в «свободном помещении» — здании бывшего правления банка, построенном на деньги, выделенные в том числе и им. Опять же нашлись, по словам И. А. Иванова, «хорошие люди», которые напомнили ему «некоторые юридические права на этот домик».
Имевшего большой опыт работы в разных сферах, его приглашают на разные должности. После смерти племянника — настоятеля Трёхбратского храма — прервалась 80-летняя традиция замещения этой должности из рода Ивановых. Поэтому правящий архиерей просил его принять обязанности настоятеля, но именитый краевед не согласился. В силу своих возможностей и состояния здоровья, он продолжал заниматься собирательской деятельностью. По образцу знаменитых церковно-археологических курсов, проведённых в Твери в 1904 и 1912 годах., он занялся организацией в Рославльском уезде летом 1919 года учительских курсов, на которые собирался пригласить С. Ф. Платонова, с которым был в дружеских отношениях.
Библиотека, как и архив И. А. Иванова, в Твери погибли, остались лишь некоторые издания и ценные материалы: рукопись с «Записками декабриста», письма графа Сиверса, книги Тобольского архиепископа Нектария. К счастью, сохранились целыми синодик Сибирского святителя и Симферопольский дневник известной русской актрисы П. И. Савиной.
И. А. Иванов продолжал активно сотрудничать с Академией наук, Русским музеем, Постоянной исторической комиссией АН СССР: выполняет их поручения, собирает фольклорный материал, разыскивает рукописи, редкие вещи — всё это высылает в указанные научные учреждения. Он составляет большое письмо о заброшенности могил женщин, связанных с именем А. С. Пушкина — А. П. Керн и М. С. Олениной. 
Умер в 1927 году.

## Награды
- Св. Анны 1-й ст. (1914),
- Св. Станислава 1-й ст. (1905),
- Св. Владимира 3-й ст. (1903)[1]

## Основные труды
Ему принадлежит авторство ряда работ по истории:
- Тяжелый заработок (1879)
- предисловие к Кормовой книге Калязина монастыря (1892)
- О пребывании А. С. Пушкина в Тверской губернии (1899)
- О восстановлении архимандрии в Старицком Успенском монастыре (с 2 прил.) / [Соч.] И. А. Иванова. — Тверь: Тверск. ученая архивная комис., 1899. — 11 с. (2-е изд., 1901)
- Лицевая рукописная псалтирь Калязина монастыря. — Тверь: Тверск. учен. архивная комис., 1900. — 31 с., 4 л. ил.

## Семья
Жена — Мария Дмитриевна. Их дети: Александр, Прасковья, Николай, Фёдор, Мария.